# Keadby
Keadby est un village et une ancienne paroisse civile du Lincolnshire, en Angleterre.